# 孫弘 (三國)
孫弘（？—252年），會稽人。三國時代東吳大臣，官至吳國中書令、少傅，後為孫權託孤大臣。

## 生平
二宮之爭期間，孫弘出任中書令，與驃騎將軍步騭、鎮南將軍呂岱、大司馬全琮和越騎校尉呂據等都支持魯王孫霸，向孫權進言希望廢除太子孫和改立魯王。
赤烏八年（245年），張昭次子張休被魯王孫霸的黨羽誣陷，聲稱他與顧譚和顧承在芍坡之戰的戰功是與典軍陳恂合謀誇大的。於是他們三人皆被流放交州。因孫弘是佞臣，張休一向都忿恨他。孫弘於是誣陷張休，朝廷於是下詔賜死張休。
驃騎將軍朱據於赤烏十年（247年）繼步騭成為丞相。赤烏十三年（250年）秋，朱據見孫和被幽禁，於是與尚書僕射屈晃率眾將領官吏以「泥頭自縛」方式請孫權釋放太子，朱據言辭懇切，卻觸怒孫權而遭貶為新都郡丞，及後更被中書令孫弘作詔所害。
孫權廢黜太子孫和，並將孫和流放到故鄣。同時賜死孫霸，將其曾參與謀害太子的黨羽全寄、吳安、孫奇和楊竺誅殺。孫權幼子孫亮則被立為太子。
後來孫權不適，見太子孫亮年幼，便命令大將軍諸葛恪兼任太子太傅，中書令孫弘兼任太子少傅。其後孫權病危，眾人議論託孤後事情。孫峻認為諸葛恪的大器可以輔政，亦可輔助大事，當今大臣不能與諸葛恪相比。但孫權嫌諸葛恪剛愎自用，為了保住後主，最後選擇諸葛恪。又召集大將軍諸葛恪、中書令孫弘、太常滕胤、蕩魏將軍呂據以及侍中孫峻處理身後事。第二天，孫權去世。孫弘平時與諸葛恪不和，害怕以後受制於他，便封鎖孫權去世的消息，想矯詔除掉諸葛恪。孫峻告知諸葛恪，諸葛恪遂請孫弘議事，借機誅殺。跟着發佈孫權死訊，為之治喪議事。